# Gisbert Schlemmer
Gisbert Schlemmer (* 20. Mai 1946 in Wiesbaden) ist ein deutscher Gewerkschafter. Er war der letzte Bundesvorsitzende der Gewerkschaft Holz und Kunststoff (GHK) vor ihrer Auflösung.

## Leben und Beruf
Schlemmer wuchs als Sohn eines Drogisten auf. Er besuchte das Gymnasium, verließ es vorzeitig und übernahm verschiedene Aushilfsjobs. Später begann er eine Ausbildung zum Speditionskaufmann in einem Möbelunternehmen im Rheingau. Nach dem Abschluss verantwortete er dort die Disposition der Fahrer. Auf sein Bestreben hin wurde ein Betriebsrat errichtet, er wurde zum Vorsitzenden gewählt und freigestellt.
1972 begann er sein Studium an der Hochschule für Wirtschaft und Politik in Hamburg, das er als Diplom-Sozialwirt abschloss.

## Gewerkschaft
1970 trat Schlemmer in die GHK ein. Seit 1979 war er beim Hauptvorstand des GHK in Düsseldorf tätig, zunächst im Bereich des Vorsitzenden, später in der Organisation. 1985 übernahm er das Amt des GHK-Bezirksleiters für Baden-Württemberg. 1993 wurde er zum Bundesvorsitzenden der GHK gewählt. Das Amt bekleidete er bis zum Jahreswechsel 1999/2000, als die GHK aufgelöst wurde und in der IG Metall aufging. Danach vertrat er seine neue Gewerkschaft im Vorstand des Forest Stewardship Council.